# Chondrodesmoides koepckei
Chondrodesmoides koepckei är en mångfotingart som beskrevs av Kraus 1955. Chondrodesmoides koepckei ingår i släktet Chondrodesmoides och familjen Chelodesmidae. Inga underarter finns listade i Catalogue of Life.